# شیبا یوشی‌توشی
شیبا یوشی‌توشی (به ژاپنی: 斯波義敏);(تاریخ ورودی نامعتبر است – تاریخ ورودی نامعتبر است) دهمین رهبر خاندان شیبا و پسر شیبا موچی‌تانه و پسرخواندهٔ شیبا یوشی‌تاکه در ژاپن بود. وی شوگوی (فرماندار) ولایت اچیزن، ولایت اواری و ولایت توتومی بود.